# 포브레 후벤투드
《포브레 후벤투드》(스페인어: Pobre juventud)은 1986년 방영된 멕시코의 텔레노벨라이다.